# Eva Longoria

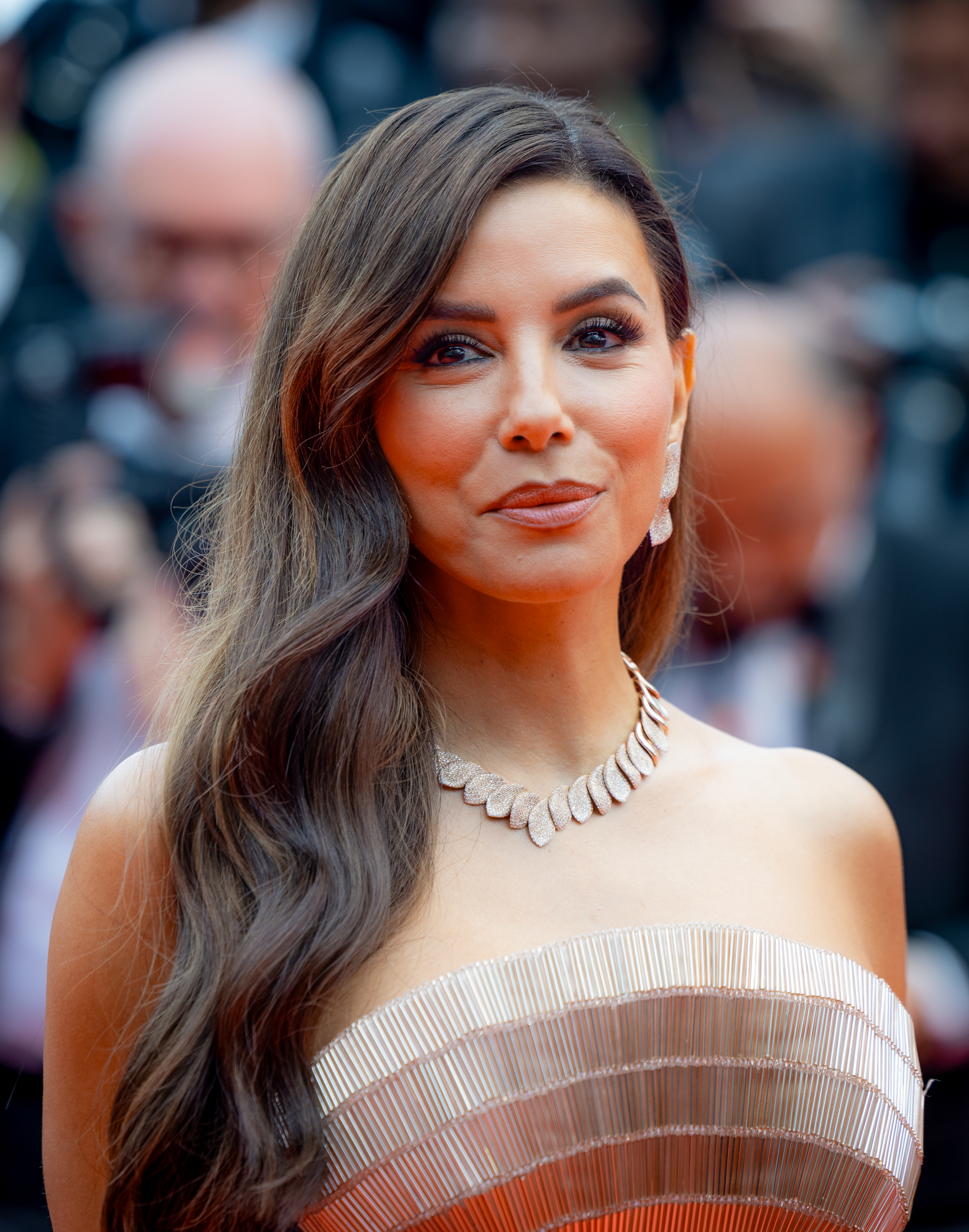
Eva Longoria auf dem Filmfestival von Cannes 2025

Eva Jacqueline Longoria Bastón (* 15. März 1975 in Corpus Christi, Texas) ist eine US-amerikanische Schauspielerin, Filmregisseurin sowie Film- und Fernsehproduzentin. Sie ist vor allem für ihre Rolle der Gabrielle Solis in der Fernsehserie Desperate Housewives bekannt. Neben der Schauspielerei hatte Longoria Auftritte als Model und war in großen Werbekampagnen sowie in Männermagazinen zu sehen.

## Leben und Karriere
Eva Longoria stammt aus einer Tejano-Familie und wuchs zusammen mit drei Schwestern auf einer Ranch in Corpus Christi, Texas, auf. Nach der High School besuchte sie die Texas A&M University-Kingsville, wo sie sich auch als Cheerleader betätigte. Die Universität schloss sie mit einem Bachelor of Science in Kinesiology (Bewegungswissenschaften) ab. Durch einen Talentwettbewerb kam sie nach Los Angeles, wo sie 2000 eine kleinere Rolle in der Fernsehserie Beverly Hills, 90210 bekam. Ein Jahr später erhielt sie eine Rolle in der Seifenoper Schatten der Leidenschaft, in der Longoria bis August 2003 die Rolle der Isabella Braña Williams spielte und mit einem ALMA Award ausgezeichnet wurde. Direkt im Anschluss drehte sie die Serie Polizeibericht Los Angeles mit Ed O’Neill, die aber bereits nach vier Monaten eingestellt wurde.
Im Jahr 2004 nahm Longoria mit Erfolg an einem Casting für die Rolle der Gaby Solis in der Serie Desperate Housewives teil. Mit durchschnittlich 25 Millionen Zuschauern und Erfolgen der Serie im Ausland kam auch für Eva Longoria der internationale Durchbruch. Sie verkörperte den Charakter bis zum Ende der Serie im Jahr 2012.
Nachdem sie in einigen kleineren Filmen zu sehen war, drehte Longoria 2006 die Filme The Sentinel – Wem kannst du trauen? mit Kiefer Sutherland, Kim Basinger und Michael Douglas sowie Harsh Times – Leben am Limit mit Christian Bale. 2008 drehten die Produzenten von My Big Fat Greek Wedding mit Eva Longoria in der Hauptrolle Nur über ihre Leiche, unter anderem mit Paul Rudd, Lake Bell und Jason Biggs.
Ihr Erfolg übertrug sich durch ihre Auftritte in der Fernsehserie Desperate Housewives auch auf Deutschland. 2007 wurde sie für ihre Rolle der Gabrielle Solis mit dem Bambi in der Kategorie Schauspiel international ausgezeichnet. Am 7. November 2010 präsentierte sie die MTV Europe Music Awards in Madrid.
2013 erlangte Longoria durch den Abschluss ihres Masterstudiums in Chicano Studies an der California State University, Northridge einen weiteren akademischen Grad. Am 16. April 2018 wurde sie mit dem 2634. Stern auf dem Hollywood Walk of Fame geehrt. Ende Juni 2020 wurde sie Mitglied der Academy of Motion Picture Arts and Sciences.
Mit Flamin’ Hot gab sie ihr Regiedebüt bei einem Spielfilm. Premiere war im März 2023 beim South by Southwest Film Festival.

## Privatleben

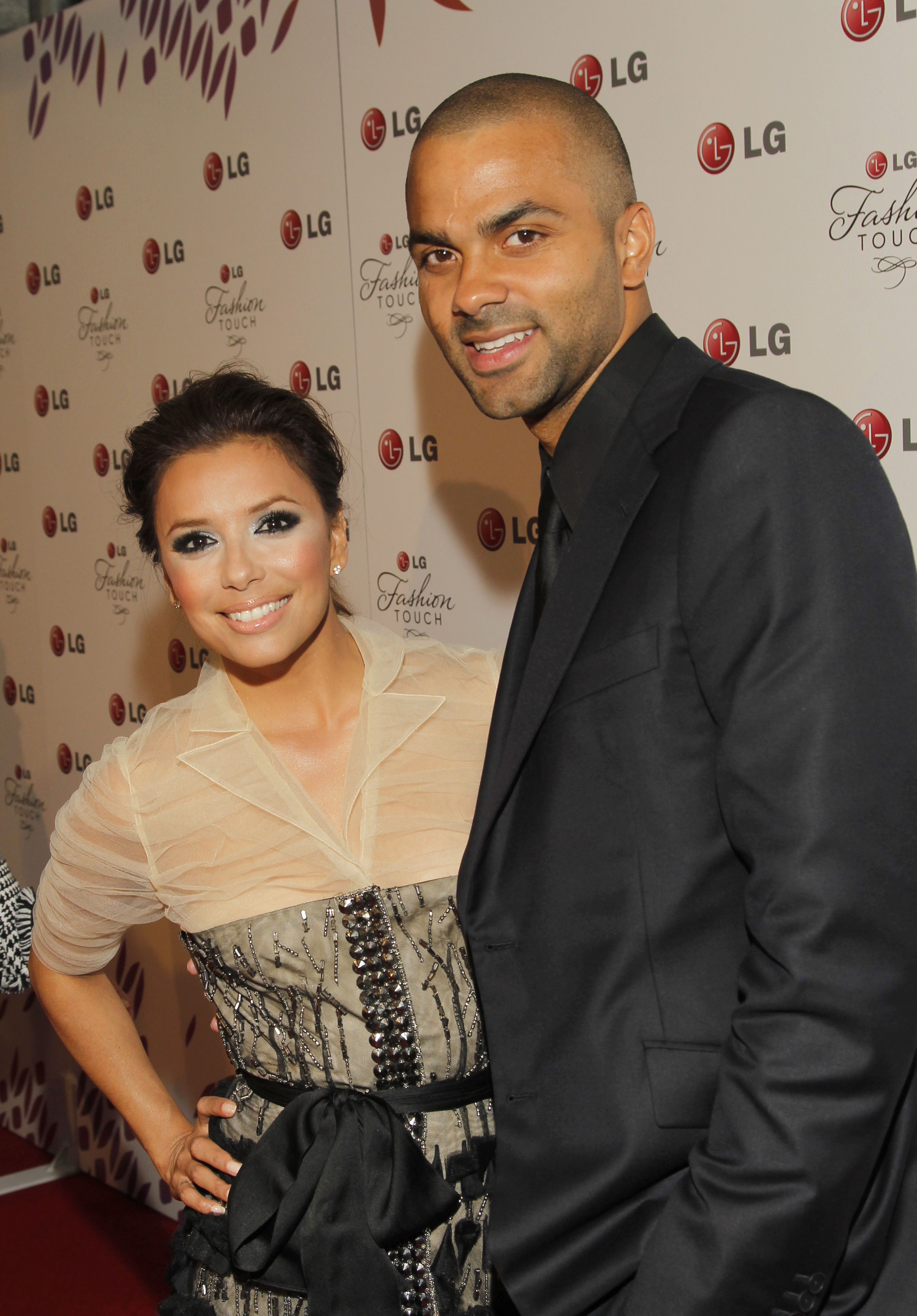
Longoria und Tony Parker 2010

Von 2002 bis Januar 2004 war Longoria mit dem Schauspieler Tyler Christopher verheiratet. Bis Januar 2011 war Longoria mit dem Basketballspieler Tony Parker von den San Antonio Spurs verheiratet. Das Paar war seit Dezember 2006 verlobt. Die standesamtliche Hochzeit fand am 6. Juli 2007 in Paris statt, die kirchliche Trauung am Tag darauf. Das Datum „07.07.07“ suchte der abergläubische Tony Parker aus. Mit Beginn der vierten Staffel von Desperate Housewives ließ sich Longoria mit dem Doppelnamen Longoria Parker auflisten. Nach Bekanntgabe der Trennung im November 2010 ließ sie sich ab Folge 9 der siebten Staffel wieder ohne den Doppelnamen listen. Seit dem 28. Januar 2011 sind Tony Parker und Eva Longoria geschieden.
Im November 2013 wurde Longorias Beziehung mit dem Televisa-Manager José Bastón bekannt. Die beiden verlobten sich im Dezember 2015 und heirateten am 21. Mai 2016 in Acapulco. Am 19. Juni 2018 wurde ihr Sohn geboren.

## Sonstiges
Anfang 2005 unterschrieb Longoria einen Werbevertrag mit L’Oréal. Außerdem ist sie offizielle Sprecherin von Padres Contra El Cáncer (PADRES), einer gemeinnützigen Organisation, die lateinamerikanischen Kindern hilft, die an Krebs erkrankt sind.
Ebenfalls 2005 sorgte sie für Aufsehen, als sie sich öffentlich zum Brazilian Waxing bekannte und die Effekte auf ihr Sexualleben anschaulich in der Presse beschrieb.
Das Männermagazin Maxim hat ein auf 23 m × 33 m vergrößertes Cover der hundertsten Ausgabe mit Eva Longoria in der Wüste von Las Vegas platziert. Darauf ist zu lesen: „Das einzige Magazin, das groß genug ist, um es aus dem All zu sehen – und nur in Las Vegas“. Dieses Poster konnte eine Zeit lang mit Hilfe von Google Earth unter den Koordinaten 35° 37′ 12.18″ N / 115° 22′ 59.48″ W (Overlay nötig) gesehen werden.
Seitdem sie 18 Jahre alt ist, sind ihre Haare vollständig grau. Longorias deutsche Synchronsprecherin ist Anna Carlsson.

## Filmografie (Auswahl)

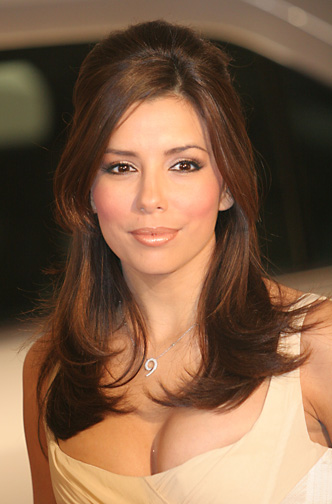
Longoria in Cannes 2006

### Fernsehserien
- 2000: Beverly Hills, 90210 (eine Folge)
- 2000: General Hospital (eine Folge)
- 2001–2003: Schatten der Leidenschaft (The Young and the Restless, 148 Folgen)
- 2003–2004: Polizeibericht Los Angeles (Dragnet, 10 Folgen)
- 2004–2012: Desperate Housewives (180 Folgen)
- 2005: Off Topic with Carlos Watson (eine Folge)
- 2013: Die Simpsons (Episode 25x6, Stimme von Isabel Adolfo Guzman Lopez Gutiérrez)
- 2013: Mother Up! (Animation, Stimme)
- 2014–2015: Brooklyn Nine-Nine (4 Folgen)
- 2015–2016: Telenovela (11 Folgen)
- 2016: Devious Maids – Schmutzige Geheimnisse (Folge 4x01)
- 2017: Empire (3 Folgen)
- 2018: BoJack Horseman (eine Folge, Stimme)
- 2018: Jane the Virgin (Folge 4x11)
- 2019: Grand Hotel (3 Folgen)
- 2020: Flipped (3 Folgen)
- 2024: Land of Women (Miniserie, 6 Folgen)
- 2024: Only Murders in the Building (10 Folgen)

### Filme
- 2003: Snitch’d
- 2004: Senorita Justice
- 2004: The Dead Will Tell
- 2004: Carlita’s Secret
- 2005: Hustler’s Instinct
- 2005: Harsh Times – Leben am Limit (Harsh Times)
- 2006: The Sentinel – Wem kannst du trauen? (The Sentinel)
- 2007: Nach 7 Tagen – Ausgeflittert (The Heartbreak Kid)
- 2008: Nur über ihre Leiche (Over Her Dead Body)
- 2008: Lower Learning
- 2011: Without Men
- 2011: Arthur Weihnachtsmann (Arthur Christmas, Stimme)
- 2012: Gottes General – Schlacht um die Freiheit (For Greater Glory: The True Story of Cristiada)
- 2012: The Baytown Outlaws
- 2012: Die dunkle Wahrheit (The Truth)
- 2013: Crazy Kind of Love
- 2013: In a World … – Die Macht der Stimme (In a World …)
- 2014: Frontera
- 2015: Any Day
- 2018: Overboard
- 2018: Dog Days
- 2019: Dora und die goldene Stadt (Dora and the Lost City of Gold)
- 2020: Sylvie’s Love
- 2021: Rita Moreno: Just a Girl Who Decided to Go for It (Dokumentarfilm)
- 2021: Boss Baby – Schluss mit Kindergarten (The Boss Baby: Family Business, Stimme)
- 2022: Unplugging
- 2022: Aristoteles und Dante entdecken die Geheimnisse des Universums (Aristotle and Dante Discover the Secrets of the Universe)
- 2025: Krieg der Welten (War of the Worlds)
- 2025: The Pickup

### Regie/Produktion
- 2010: Latinos Living the American Dream (Dokumentation) – Produktion, Drehbuch und Regie
- 2011: A Proper Send-Off (Kurzfilm) – Regie
- 2013: Out of the Blue (Kurzfilm) – Regie
- 2014: Devious Maids – Schmutzige Geheimnisse (Devious Maids, Fernsehserie) – Produktion und eine Folge Regie
- 2014: John Wick – Produktion
- 2015–2016: Telenovela (Fernsehserie) – Produktion und eine Folge Regie
- 2016: Jane the Virgin (Fernsehserie, eine Folge) – Regie
- 2017–2018: The Mick (Fernsehserie, zwei Folgen) – Regie
- 2017–2019: Black-ish (Fernsehserie, drei Folgen) – Regie
- 2019: Grand Hotel (Fernsehserie, eine Folge) – Produktion und eine Folge Regie
- 2023: Flamin’ Hot – Regie

## Auszeichnungen (Auswahl)
Golden Globe Award
- 2006: Nominierung als beste Serien-Hauptdarstellerin – Komödie oder Musical für Desperate Housewives

Screen Actors Guild Award
- 2005: Auszeichnung für das beste Schauspielensemble in einer Comedyserie für Desperate Housewives
- 2006: Auszeichnung für das beste Schauspielensemble in einer Comedyserie für Desperate Housewives
- 2007: Nominierung für das beste Schauspielensemble in einer Comedyserie für Desperate Housewives
- 2008: Nominierung für das beste Schauspielensemble in einer Comedyserie für Desperate Housewives
- 2009: Nominierung für das beste Schauspielensemble in einer Comedyserie für Desperate Housewives

Teen Choice Award
- 2005: Nominierung als Choice TV Actress: Comedy für Desperate Housewives
- 2005: Auszeichnung als Choice TV Breakout Performance – Female für Desperate Housewives
- 2006: Nominierung als Choice TV Actress: Comedy für Desperate Housewives
- 2007: Nominierung als Choice TV Actress: Comedy für Desperate Housewives
- 2009: Nominierung als Choice TV Actress: Comedy für Desperate Housewives

ALMA Award
- 2002: Auszeichnung als Outstanding Actress in a Daytime Drama für Schatten der Leidenschaft
- 2006: Auszeichnung als Person of the Year
- 2018: Auszeichnung für Special Achievement in Film für Dog Days

People’s Choice Award
- 2007: Auszeichnung als Favorite Female TV Star für Desperate Housewives

Bambi
- 2007: Auszeichnung für TV Serie International für Desperate Housewives